# Bereźne (miasteczko)
Bereźne – dawne miasteczko, obecnie na terenie rejonu bereźneńskiego w obwodzie rówieńskim na Ukrainie. Leżało na północ od miasta Bereźne i na południe od wsi Horodyszcze.
Za II Rzeczypospolitej Bereźne wchodziło w skład gminy Bereźne w powiecie rówieńskim (a od 1925 powiecie kostopolskim) w woj. wołyńskim.
Bereźne oraz sąsiednie Bereźne oba posiadały prawa miasteczka, lecz należały do różnych jednostek administracyjnych. Bereźne stanowiło odrębną gminę miejską, natomiast miasteczko Bereźne stanowiło jedną z 89 gromad wiejskiej gminy Bereźne. Miasto Bereźne liczyło w 1921 roku 2494 mieszkańców, a miasteczko Bereźne – 1594.
Po wojnie miasteczko weszło w struktury administracyjne Związku Radzieckiego.